# Ancillae
Ancillae eller ancilla var namnet för en kvinnlig hushållsslav i medeltidens Europa, främst i länderna kring Medelhavet. 
Namnet ancillae användes för kvinnliga husslavar redan under det romerska rikets tid. Under den yngre medeltiden övergick Europas slavbefolkning till livegenskap och slaveriet i stort dog ut. Däremot förekom en ökad slavhandel med personer från gränsområdena utanför det katolska Europa. De flesta ancillor importerades via Slavhandeln på Balkan eller slavhandeln på svarta havet. 
Den romerska termen för slavar, servus (män) och ancilla (kvinnor) användes ännu i hela Västeuropa under 1100-talet. 
 Slaveriet dog ut i Västeuropa perioden 1100-1348, men återuppstod i Spanien (Katalonien) och Italien efter digerdöden.
I det kristna Europa var det inte lagligt att ta kristna som slavar, på samma sätt som det i muslimska länder var förbjudet att ta muslimer som slavar. Däremot förekom det en handel med slavar över religionsgränserna i Europa, då icke kristna slavar (även muslimer) såldes i Europa, och icke muslimska slavar (även kristna) såldes i muslimska länder. När de väl var förslavade, kunde de dock övergå till sina "ägares" religion och ändå fortsätta vara slavar. Med "kristna" syftade man dock i det katolska Europa på katolsk kristendom, och ortodoxa slavar från Balkan var vanligt som slavar i Europa liksom de var i den muslimska världen. Slavarna i Europa såldes och köptes av handelsmän på affärsresa till icke kristna länder. 
Den överväldigande majoriteten av de medeltida slavarna i Europa var kvinnor: de förslavades som barn eller tonåringar, och såldes sedan till handelsmän, ofta från Venedig, som sedan tog dem till Europa och sålde dem vidare där. De kallades ancillae, den gamla romerska benämningen på en slavinna, och de användes för hushållsarbete i förmögna människors privathushåll. Deras sysslor var oftast de grövsta och tyngsta i hushållet, men det förekom att de lärdes upp i specialiserade yrken som till exempel kokerskor. Endast ett mycket litet antal män beräknas ha sålts till Europa i denna slavhandel, och de arbetade då ofta vid det tyngsta arbetet i hamnen. Ancillan övergick ofta till den kristna tron, och från omnkring år 1200 var det fastställt att kyrkan då inte kunde neka henne att gifta sig. Hennes äktenskap var lagligt, även om det var med en fri man, men hon var trots detta fortfarande en slav och sin arbetsgivares egendom, liksom även hennes barn blev. Detta faktum gick rakt emot lagen om att en gift kvinna var sin makes myndling och hennes barn hennes makes ansvar: denna legala krock skapade juridiska problem som aldrig riktigt löstes, och det ska också ha gjort att det var illa sett för en ancilla att gifta sig. 
Slavhandeln med icke katolska kvinnor till Europa var inte stor, och de utgjorde aldrig mer än en minoritet hushållsslavar i de större städerna i Italien, Spanien och Frankrike, men deras antal ökade under senmedeltiden.